# Neurobasis ianthinipennis
Neurobasis ianthinipennis là loài chuồn chuồn trong họ Calopterygidae. Loài này được Lieftinck mô tả khoa học đầu tiên năm 1949.